# Isaac Hempstead-Wright
William Isaac Hempstead-Wright (Inglaterra, 9 de abril de 1999) es un actor británico conocido por su papel de Bran Stark en la serie de HBO Game of Thrones y por su papel de Tom en The Awakening.

## Biografía
Debutó en el 2011 con su papel de Tom en la película The Awakening. En el mismo año, fue elegido para el papel de Bran Stark en la popular serie de HBO Game of Thrones, que le valió una nominación para un Young Artist Award al Mejor Actor de Reparto joven en una serie de TV.
Residía en Faversham, Kent, con su familia, haciendo malabares entre la escuela y el trabajo como actor. Actualmente vive junto a su amigo y compañero Dean-Charles Chapman (quien hacía de Tommen Baratheon en Juego de Tronos) en Londres.
Wrightparticipó en 2023 en una convención de fanáticos no oficial del universo de Juego de Tronos.

## Filmografía
| Año       | Título                    | Papel       | Notas                                                  |
| --------- | ------------------------- | ----------- | ------------------------------------------------------ |
| 2011      | The Awakening             | Tom         | Película                                               |
| 2011-2019 | Game of Thrones           | Bran Stark  | 40 episodios; Nominado - Scream Award al mejor reparto |
| 2013      | Circuito cerrado          | Son         |                                                        |
| 2014      | The Boxtrolls             | Eggs (voz)  |                                                        |
| 2014      | Family Guy                | Aidan (voz) | Episodio: "Chap Stewie"                                |
| 2016      | Revolting Rhymes Part Two | Jack        |                                                        |
| 2021      | Voyagers                  | Edward      | Película                                               |